# Synagoga w Chęcinach
Synagoga w Chęcinach – Synagoga znajduje się w Chęcinach przy ulicy Długiej 21. Powstała w 1638 na mocy przywileju nadanego przez króla Władysława IV Wazę. Przebudowywana, remontowana, niszczona i znów odbudowywana, do dziś zachowała kształt zbliżony do pierwotnego.
Obecnie w odnowionym budynku dawnej synagogi działa od 29 lutego 2024 Centrum Pamięci Kultury Żydowskiej, miejsce które z godnością oddaje współczesnemu pokoleniu dawne dzieje ludności żydowskiej, przypomina ich piękną kulturę, religię, tradycje. Centrum oprócz stałej wystawy posiada przestrzeń służącą jako miejsce spotkań, konferencji, wystaw i wydarzeń edukacyjnych, promując tym samym dialog międzykulturowy.

## Historia
Synagoga została zbudowana po 1638, dzięki przywilejowi króla Władysława IV Wazy, który zezwolił Żydom na wybudowanie dwuizbowego domu modlitwy. Miała powstać obok cmentarza żydowskiego na placu Turgalowskim, zakupionym od nieznanego z nazwiska Marcina.
W 1668, po zniszczeniach, jakich dokonano podczas najazdu Jerzego II Rakoczego w 1657, synagogę gruntownie wyremontowano oraz przebudowano. Wówczas podzielono babiniec na dwa pomieszczenia, przebito nowe okna oraz zmieniono w głównej sali modlitewnej sklepienie z płaskiego na kolebkowe z lunetami.
W 1700 roku zmniejszono wejście do sali modlitewnej z przedsionka i wstawiono prostokątny portal, ufundowany przez zamożnych członków gminy żydowskiej. W połowie XIX w. wykonano nowe polichromie oraz od strony północnej dobudowano dwukondygnacyjną przybudówkę z nowym babińcem na piętrze i przedsionkiem na parterze.
W 1905 budynek został znacznie uszkodzony podczas pożaru. W 1906 staraniem gminy żydowskiej synagogę wyremontowano, wykonano nowy wystrój wnętrza, zmieniono dach oraz zbudowano schody prowadzące na drugą kondygnację południowej przybudówki. Podczas II wojny światowej hitlerowcy doszczętnie zdewastowali wnętrze synagogi.
Po zakończeniu wojny budynek synagogi został wyremontowany i dostosowany na potrzeby kina i biblioteki. W 1958 ponownie przeprowadzono remont oraz zrekonstruowano czteropasmowy dach, przeznaczając synagogę na Gminny Ośrodek Kultury. W latach 1991–1992 przeprowadzono kolejne prace remontowe. Wówczas pomalowano wnętrza, uzupełniono tynki, wyrównano posadzkę w głównej sali modlitewnej, odnowiono drzwi wejściowe, a w oknach od strony zachodniej i od południa wstawiono kraty.

## Architektura
Murowany z ciosów kamiennych i cegły budynek synagogi został wzniesiony na planie prostokąta, w stylu późnorenesansowym. Nakryta jest czterospadowym dachem łamanym typu polskiego, krytym gontem. Okna ujęte są w kamienne, późnorenesansowe obramowania. Narożniki budynku wzmocnione są szkarpami.
Obniżona w stosunku do poziomu ulicy o ok. 1 m, kwadratowa główna sala modlitewna o wymiarach w świetle ścian 11,5 × 10,1 m, nakryta jest sklepieniem kolebkowym z lunetami. W jej wnętrzu zachowały się resztki dekoracji stiukowej oraz polichromii z połowy XIX w., a na ścianie wschodniej we wnęce manierystyczny Aron ha-kodesz z XVII w. Wykonany jest z czarnego marmuru dębnickiego z intarsjami z marmuru chęcińskiego w formie portalu zwieńczonego kartuszem i koroną na Torę. Dodatkowo zdobią go marmurowe kule armatnie umieszczone na kamiennych impostach na prostym gzymsie.
Zachowały się również dwie renesansowe kamienne skarbony oraz wczesnobarokowy portal z połowy XVII w. do sali głównej wykonany z marmuru chęcińskiego, z uszakowym obramieniem wzbogaconym wolutami, które podtrzymują prosty gzyms. Sklepienie kolebkowe prostokątnego przedsionka jest ozdobione rozetami z motywami roślinnymi oraz profilowanymi żebrami ze zwornikiem.
Synagoga została wpisana do rejestru zabytków nieruchomych (nr rej.: A.231 z 12.04.1957 i z 15.02.1967).

## Galeria

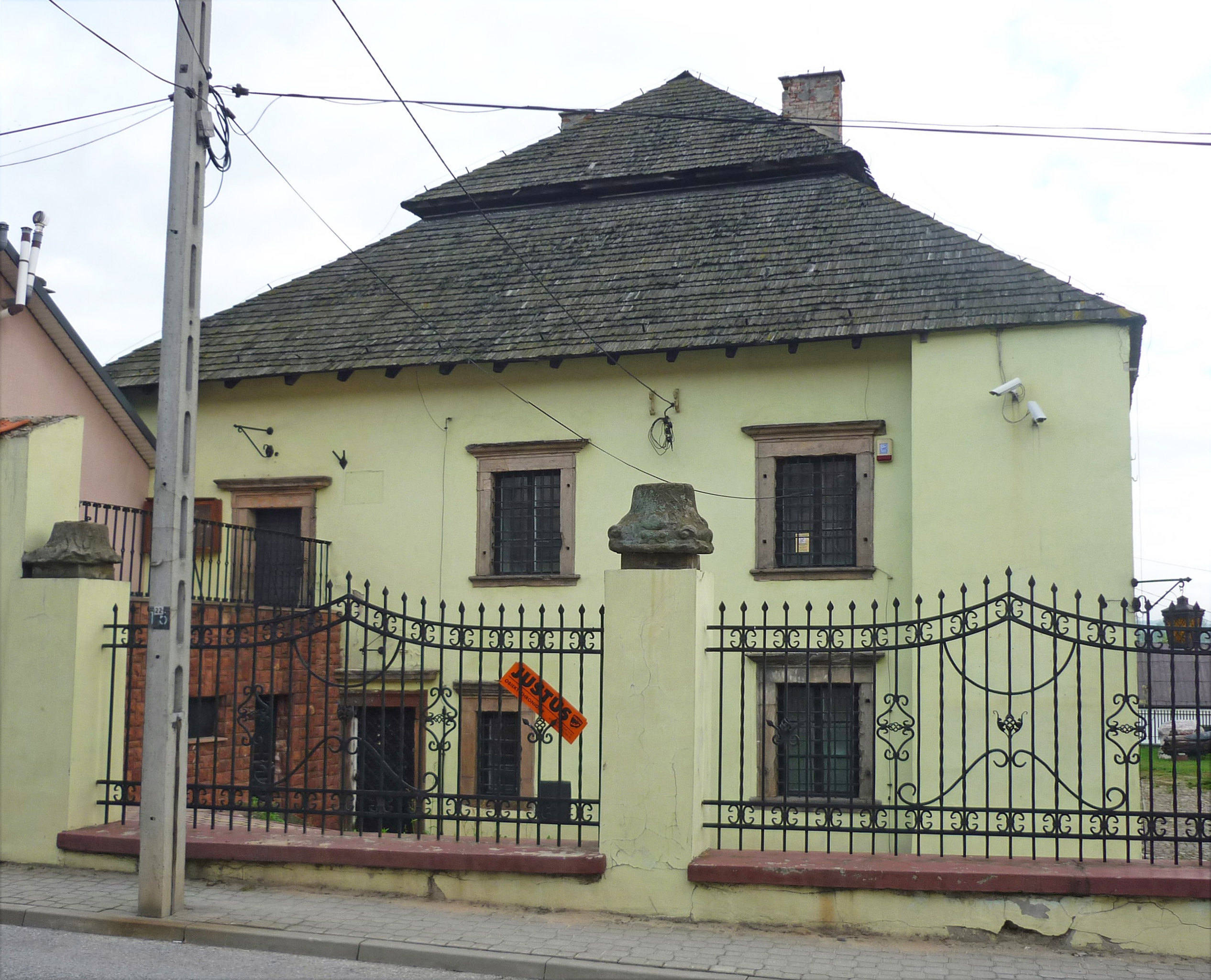
Widok od ul. Długiej (2015)
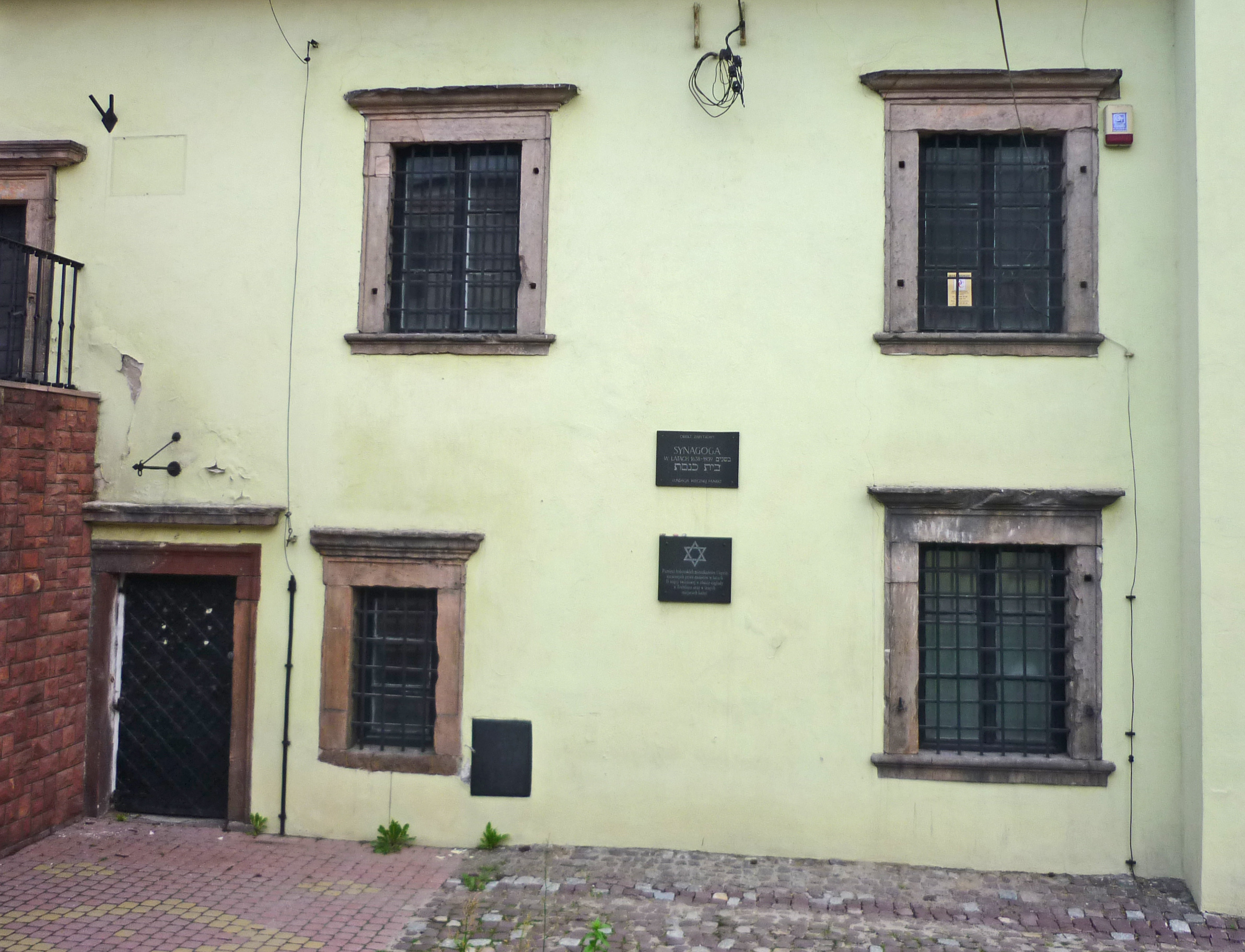
Elewacja frontowa (2015)
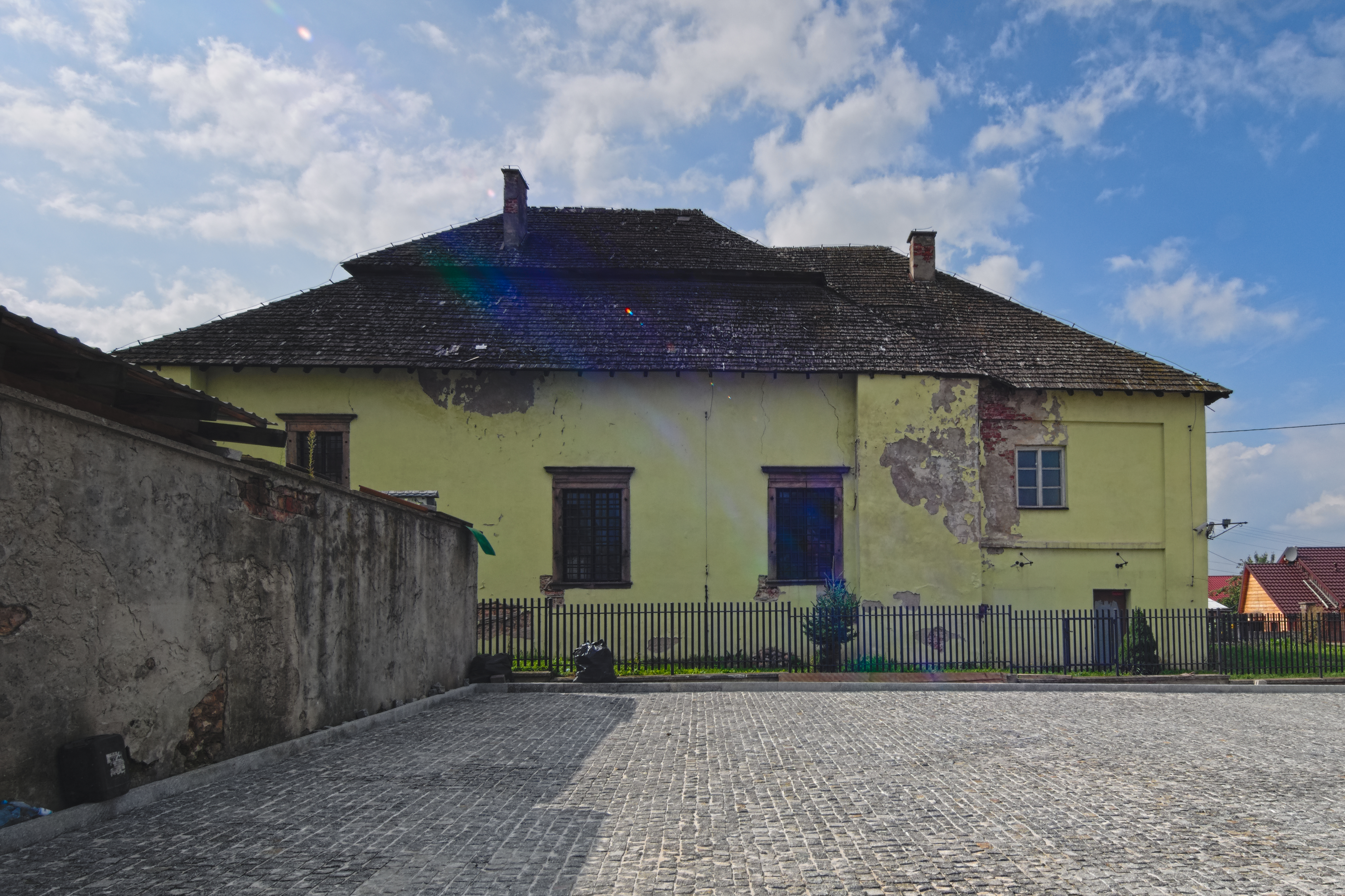
Elewacja południowo-wschodnia (2022)
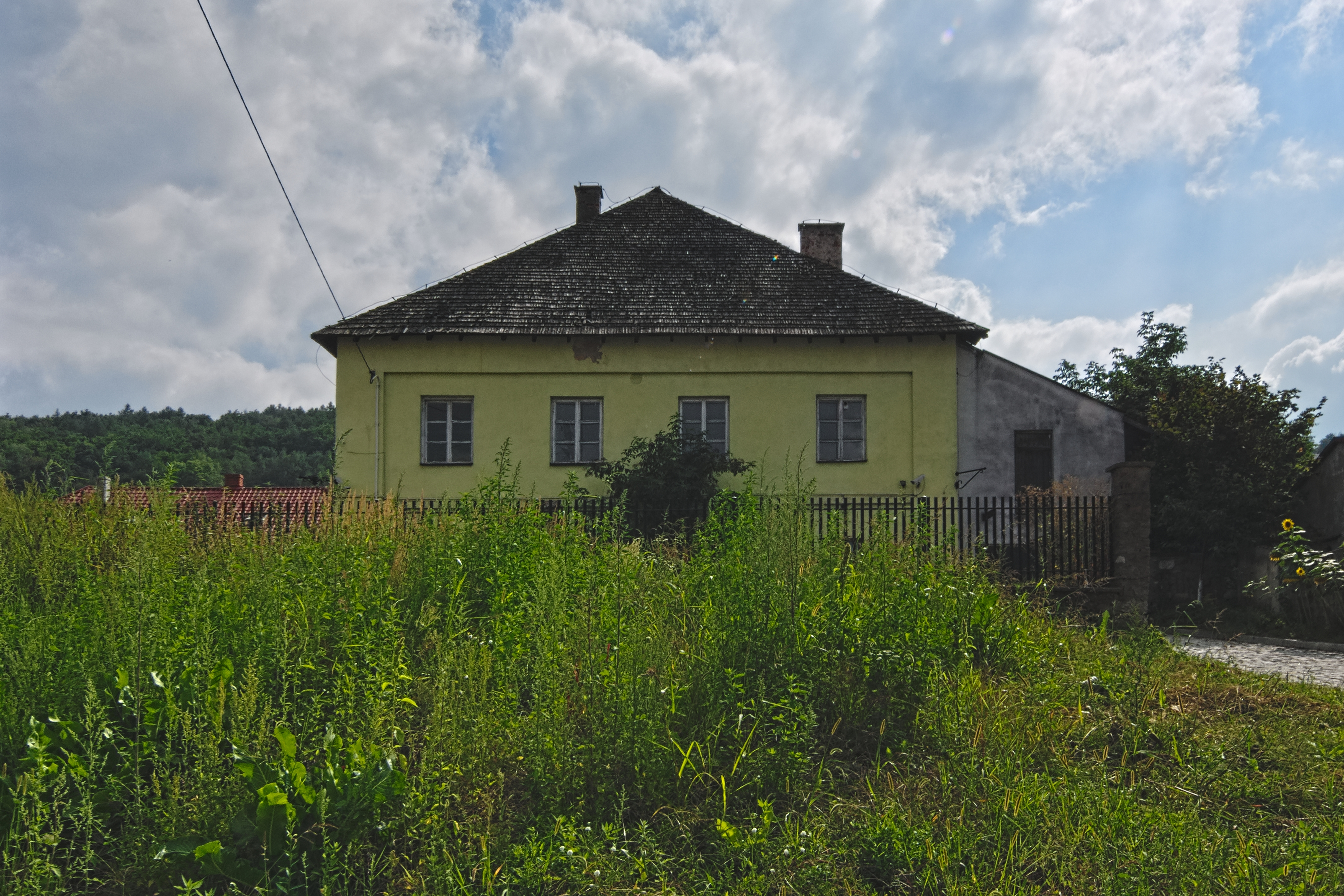
Elewacja północno-wschodnia (2022)
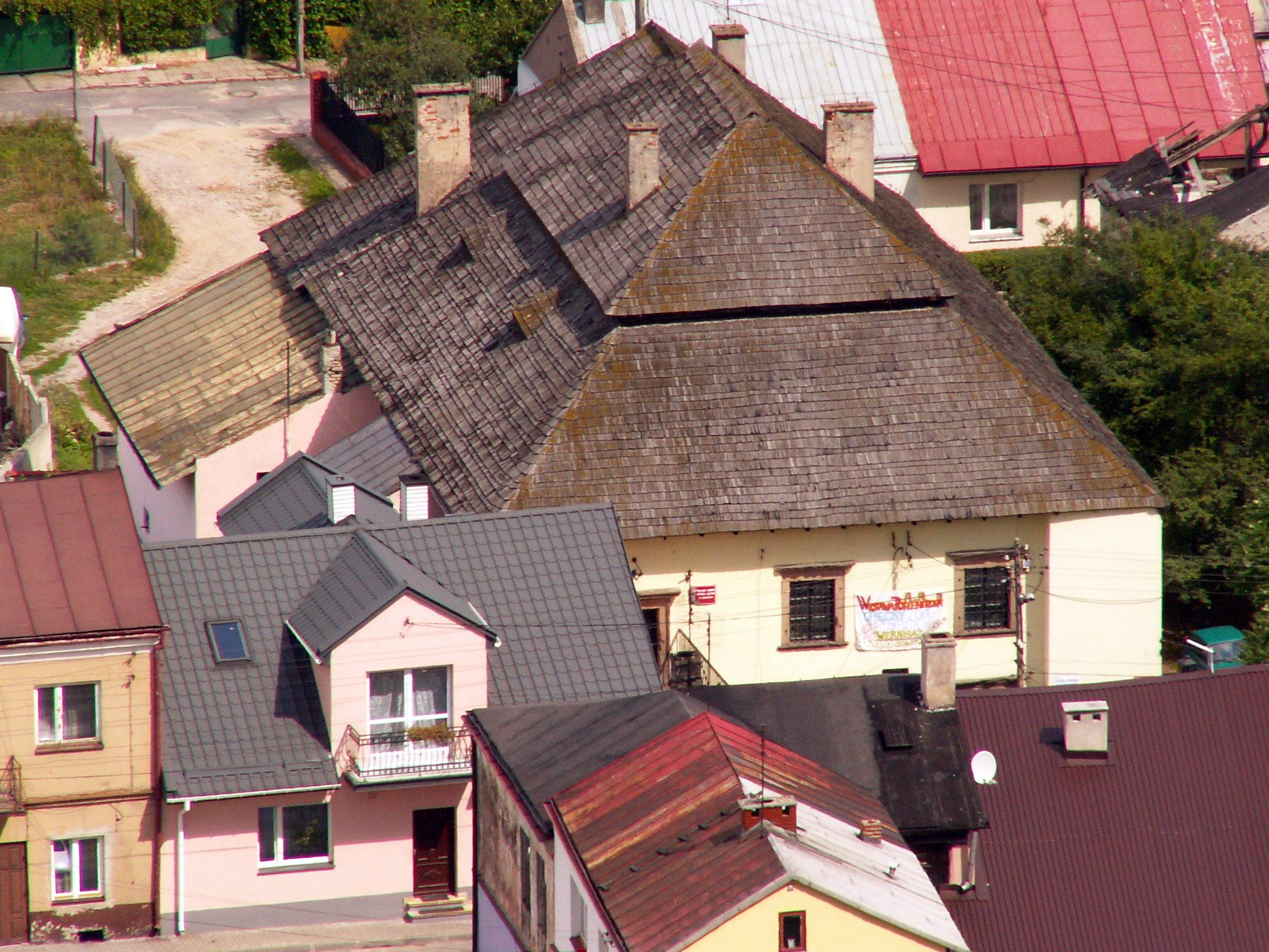
Dach (2006)